# Warthe (Rankwitz)
Warthe ist ein Ortsteil der Gemeinde Rankwitz am Nordende des Lieper Winkels auf der Insel Usedom.

## Geschichte
Warthe soll erstmals 1317 urkundlich erwähnt worden sein. Diese Urkunde (PUB V/2 Nr. 3132) mit der Generalkonfirmation durch Herzog Wartislaw IV. für das Kloster Pudagla gilt als gefälscht, wie so viele Urkunden dieses Klosters. Eine weitere Erwähnung ist von 1329 (Bayersdorf, 1881, S. 37), der Inhalt ist aber momentan nicht bekannt. 1618 wurde Warthe dann in der Lubinschen Karte genannt.
Rankwitz mit Warthe und die anderen Orte im Lieper Winkel gehörten aber trotzdem den Prämonstratensern in Pudagla, die bis 1309 im Kloster Grobe bei Usedom (Stadt) ansässig waren, wie die Besitzstandskarte von 1530 aussagt.
Eine lokale Geschichte erzählt, dass 1675 preußische Soldaten eine Warte (Aussichtsturm) dort erbauten, um Schmuggler von Tabak aus Schwedisch-Pommern aus der Richtung Lassan zu erwischen. Danach soll der Ort den Namen haben. Da aber vorher auf jeden Fall bereits Nennungen erfolgten, ist dies als Legende anzusehen, wobei der inhaltliche Fakt durchaus der Wahrheit entsprechen kann.
Danach gibt es nur sehr wenige historische Zeugnisse. Warthe teilt die Geschichte des Lieper Winkels unter den Pommern-Herzögen, den Schweden nach dem Dreißigjährigen Krieg und den Preußen nach 1720.
1666 hat eine Bestandsaufnahme der Haushaltsvorstände der Region drei Bauern und zwei Kötter gezählt. Bei der Landesaufnahme durch die Schweden im Jahr 1693 war die Gemeinde so groß geworden, dass ihr ein Schultheiß vorstand. Registriert waren darüber hinaus 13 Haushaltsvorstände (4 Vollbauern, 2 Halbbauern, 5 Kötter, 1 Schweinehirt und 1 Einlieger).
1835 zeigt sich Warthe als Angerdorf mit der Funktion als Bauern- und Fischeransiedlung. Ein kleiner Hafen am Achterwasser wurde „Fischer Platz“ genannt. Davor befand sich die „Sandbank Warther Haken“. Westlich liegt der „Kusen Berg“ und nördlich der „Haken Berg“.
1880 wurde am Achterwasser bzw. dem dortigen Hafen ein Wohnplatz geschaffen, der sich Warthe-Ausbau und ab 1925 Neu Warthe nannte. In dem MTB von 1880 wurde auch erstmals der Erratische Block östlich von Warthe im „Stein Bruch“ gezeichnet. Er nennt sich auch „Teufelsstein Warthe“ und soll der größte erratische Block (Findling) von Usedom sein. Er ist als Geotop mit Nr. 2_027 registriert. Er ist 4,6 m lang, 3,4 m breit und 1,2 m hoch.
In Warthe endet die einzige durch den Lieper Winkel verlaufende, teilweise als Allee gestaltete Hauptverkehrsstraße, die in den Jahren 1896 bis 1898 gebaut wurde.
Im Jahre 1903 wurde die Freiwillige Feuerwehr Warthe gegründet.
1925 wurde dann Neu Warthe, der Hafenort von Warthe offiziell im Ortsverzeichnis genannt. Dort befand sich auch die einzige Windmühle der Gegend.
Vom Tourismus war der Ort bis weit ins 20. Jahrhundert hinein ausgeschlossen; dies war auch zu DDR-Zeiten im Wesentlichen noch so, lediglich nordwestlich vom Ort entstand am Achterwasser eine Bungalowsiedlung. Nach 1990 wurden die Häuser des historischen Kerns saniert, Fassaden bunt gestrichen, fand der Ort in Reiseführern Erwähnung und wurden vermehrt Ferienwohnungen gebaut bzw. angeboten. Es gibt zwei Gastronomiebetriebe. Zugeschnitten sind die Einrichtungen auf Ruhe suchende Wanderer, Radfahrer, Angler und Segler, und es besteht ein ausgewogenes Verhältnis zwischen Gästezahlen und infrastrukturellen Möglichkeiten.

## Sehenswertes

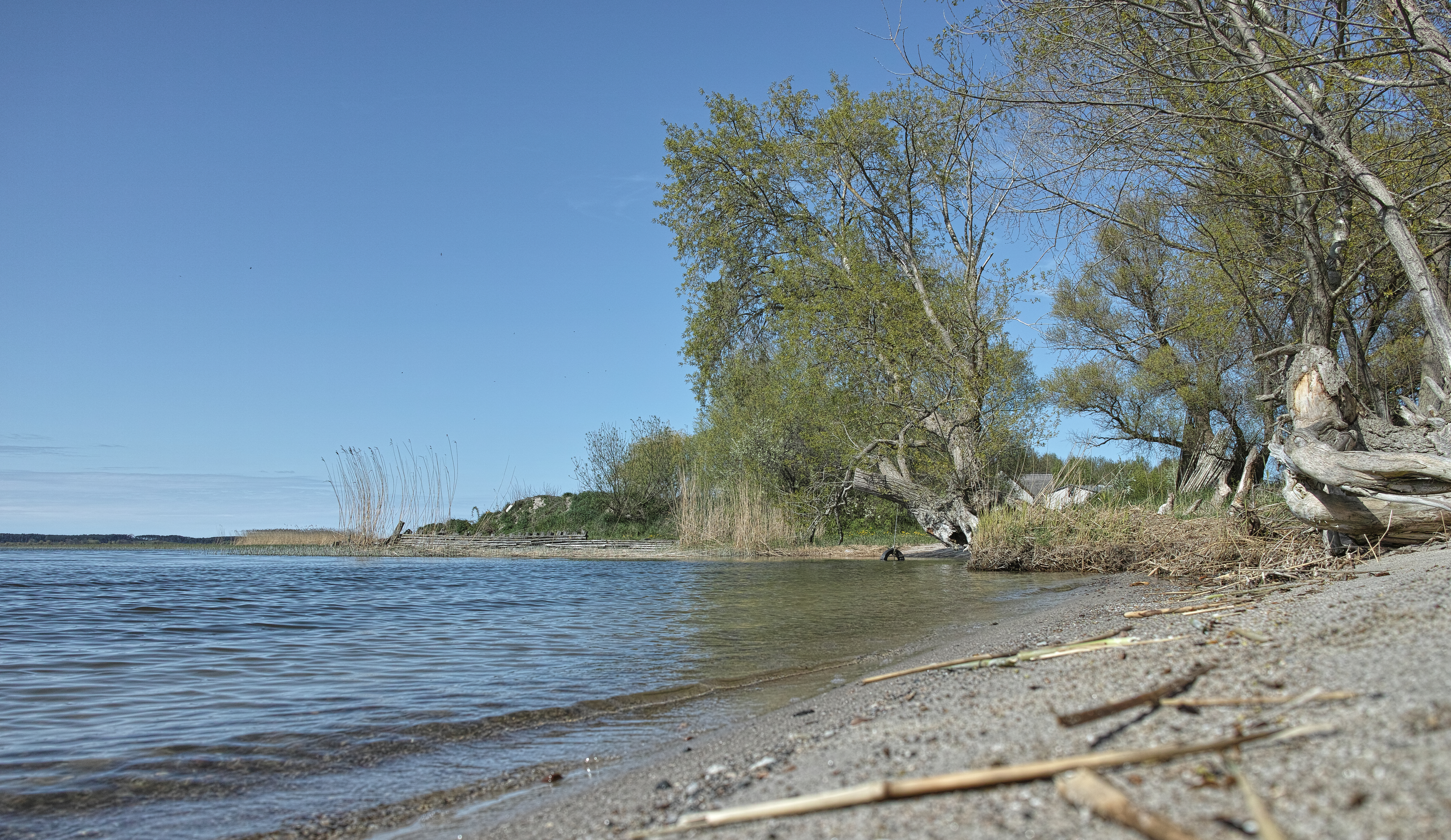
NP Insel Usedom Warthe Fischerstrand

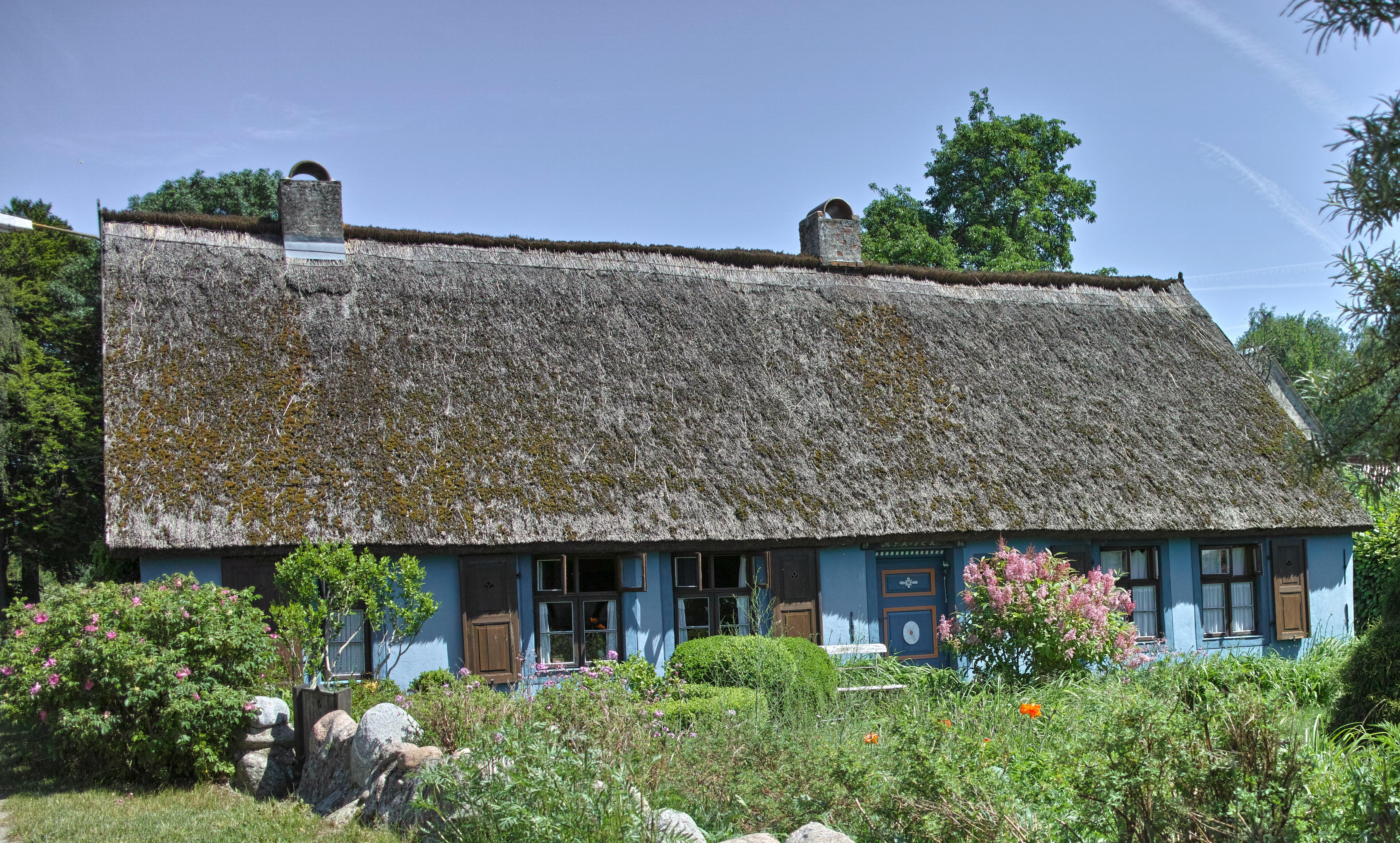
Lieper Winkel blaues Haus

- Ortskern mit farbigen Fachwerkhäusern, Rohrdächern und gepflegten Blumengärten.
- Kleine Badestellen am Achterwasser.
- Blaues Haus: Ältester, original erhaltener Fachwerkbau mit Reetdach (regional korrekter – „Rohrdach“). Auch eine Stallscheune aus Fachwerk mit alter Lehmausfachung ist zu sehen.
- Teufelsstein Warthe – erratischer Block, als größter Block Usedoms seiner Art.
- Wander- und Radweg südlich entlang des Peenestroms nach Quilitz bzw. östlich entlang des Achterwassers nach Grüssow (Rankwitz) und Reestow.
- Fischer-Strand am Achterwasser (Ortsteil Warthe-Ausbau): Hier ist an einer knorrigen Weide als Touristenattraktion ein Arrangement mit Reusenstäben, einem hölzernen Bottich und einem Fischerboot aufgebaut, das eine Kulisse für das Märchen Von dem Fischer un syner Fru rekonstruieren soll. Philipp Otto Runge, der es für die Brüder Grimm aufgeschrieben hat, stammt aus Wolgast und hat die Handlung im lokalen Bereich angesiedelt; nichts spricht indes für exakt diese Stelle.

## Weblink
- Gemeinde Rankwitz